# Sarcinomyces crustaceus
Sarcinomyces crustaceus är en svampart som beskrevs av Paul Lindner 1898. Sarcinomyces crustaceus ingår i släktet Sarcinomyces, divisionen sporsäcksvampar och riket svampar.   Inga underarter finns listade i Catalogue of Life.